# Еда
Еда (фр. Aydat) насеље је и општина у централној Француској у региону Оверња, у департману Пиј де Дом која припада префектури Клермон Феран.
По подацима из 2011. године у општини је живело 2204 становника, а густина насељености је износила 43,89 становника/km². Општина се простире на површини од 50,22 km². Налази се на средњој надморској висини од 815 метара (максималној 1.142 m, а минималној 620 m).

## Демографија
| 1962. | 1968. | 1975. | 1982. | 1990. | 1999. | 2011. |
| ----- | ----- | ----- | ----- | ----- | ----- | ----- |
| 789   | 810   | 789   | 1.107 | 1.322 | 1.647 | 2.204 |

График промене броја становника у току последњих година